# Mediterráneo (álbum de Flavio César)
Mediterráneo es el nombre del segundo álbum de estudio grabado por el cantante y actor de telenovelas y series mexicano Flavio César. Fue lanzado al mercado bajo el sello discográfico Sony Music México el 18 de abril de 1995. Este álbum fue producido por Álex Zepeda. De aquí se desprende el sencillo más exitoso: Luna.

## Lista de canciones
Todas las canciones escritas y compuestas por Flavio César. 
| Mediterráneo |                                                       |                                                  |          |  |
| N.º          | Título                                                | Escritor(es)                                     | Duración |  |
| 1.           | «Luna»                                                | Carlos Lara                                      | 5:14     |  |
| 2.           | «Amores prohibidos»                                   | Flavio César                                     | 4:18     |  |
| 3.           | «Encantado»                                           | Santiago Fernández · Eric Morgeson · Miguel Toma | 3:54     |  |
| 4.           | «Mi historia tú serás (You are the Story of My Life)» | Desmond Child · Diane Warren                     | 4:15     |  |
| 5.           | «Mi sueño y realidad (Invece no)»                     | Sandro Giacobbe                                  | 4:20     |  |
| 6.           | «Por qué sin ti»                                      | Santiago Fernández · Alejandro Orozco            | 3:54     |  |
| 7.           | «Vivir por vivir»                                     | Flavio César                                     | 4:11     |  |
| 8.           | «Soledad (La solitudine)»                             | Flavio César                                     | 3:57     |  |
| 9.           | «Tu forma de amarte (I know what you want)»           | Flavio César                                     | 4:19     |  |
| 10.          | «Estoy aquí»                                          | Álex Zepeda                                      | 3:53     |  |
| 11.          | «Aprender a volar»                                    | Carlos Murgía · Álex Zepeda                      | 5:22     |  |
| 43:20        |                                                       |                                                  |          |  |

- Datos: Q6008928